# 다산역 (폐역)
 다산역(Dasan station, 多山驛)은 전북특별자치도 익산시 함열읍 용지리에 위치한 호남선의 역이다. 현재는 폐역으로 타는 곳과 부속건물 일부, 전기실만 남아있다.

## 역사
- 1967년 6월 3일 : 임시승강장으로 영업 개시[3]
- 1968년 4월 1일 : 대전 기점 78.1km에서 76.4km로 이전[4]
- 1968년 6월 20일 : 임시승강장 폐지[5]
- 1968년 6월 21일 : 무배치간이역으로 영업 개시[6]
- 1968년 7월 16일 : 을종승차권대매소 설치[7]
- 1970년 9월 1일 : 역사신축 및 보통역으로 승격[8]
- 1976년 7월 10일 : 화물 취급 중지[9]
- 1977년 5월 16일 : 수소화물 취급 중지[10]
- 1984년 3월 1일 : 무배치간이역으로 격하[11]
- 2004년 7월 16일 : 여객 취급 중지[12]
- 2006년 6월 23일 : 폐역[13]